# Памятник женщине-матери (Донецк)
Памятник женщине-матери — один из памятников Донецка. Это первый памятник на территории Украины, посвящённый женщине-матери.
Памятник был открыт 10 мая 2003 года на территории Донецкого регионального центра охраны материнства и детства. Открытие проводилось в украинский праздник День Матери. При открытии присутствовал городской голова Донецка Александр Алексеевич Лукьянченко.
Автор скульптуры армянский скульптор Карлен Калантарян. Скульптура выполнена по эскизу Николая Васильевича Ясиненко.
Памятник был установлен по инициативе генерального директора Донецкого регионального центра охраны материнства и детства Владимира Кирилловича Чайки. Он также указан в числе авторов проекта на постаменте памятника. Также участие в разработке проекта принимал А. И. Проскурня.
Памятник представляет собой скульптуру женщины, стоящей в полный рост. Эта женщина держит на руках маленького ребёнка.
Высота скульптуры — два метра. Скульптура изготовлена из песчаника.